# Ocypode convexa
Ocypode convexa hay cua ma vàng trong tiếng Anh là một loài cua bản bờ biển địa Tây Úc. Loài cua này được tìm thấy từ Broome đến Perth. Chúng là loài cua khá lớn với mai dài đến 45 mm và rộnh đến 52 mm. Dễ dàng nhận ra chúng với màu vàng. Giống như nhiều loài cua ma khác, loài cua này có thân trông giống cái hộp với hai càng bằng nhau. Chúng có các cuống mắt lớn với giác mạc chiếm phần lớn phần dưới.
Cua ma vàng thường sinh sống ở những bãi biển cát mở, sống trong hang ở vùng triều và trên khu vực ngập thủy triều. Chúng chủ yếu hoạt động vào ban đêm và sinh sống cả trên mặt đất và trong hang.

## Hình ảnh

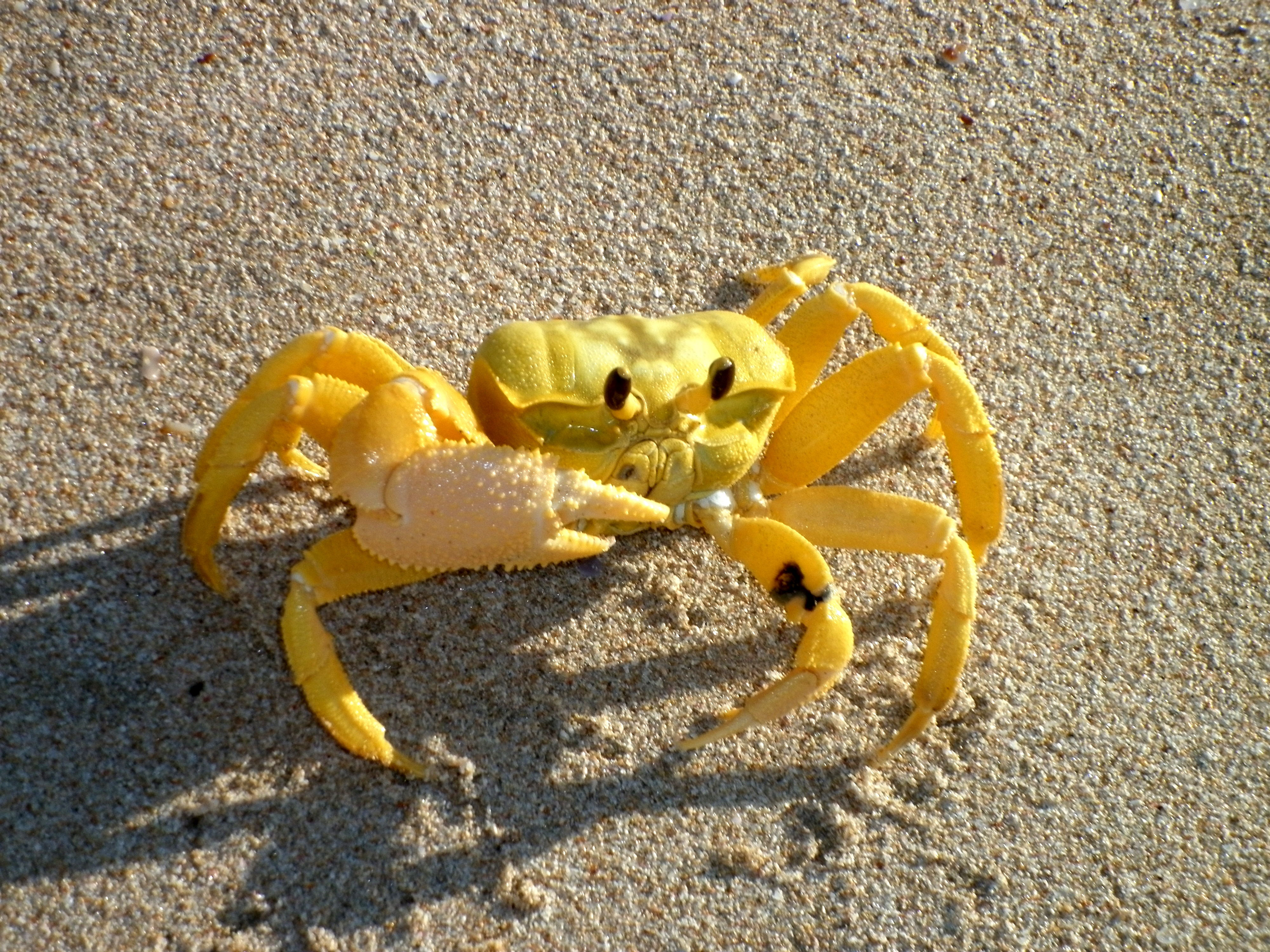
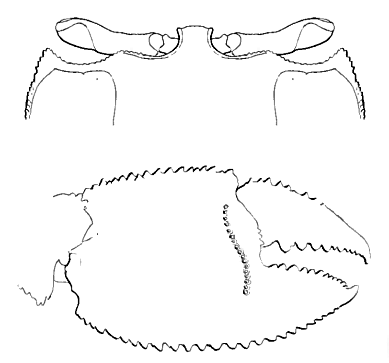
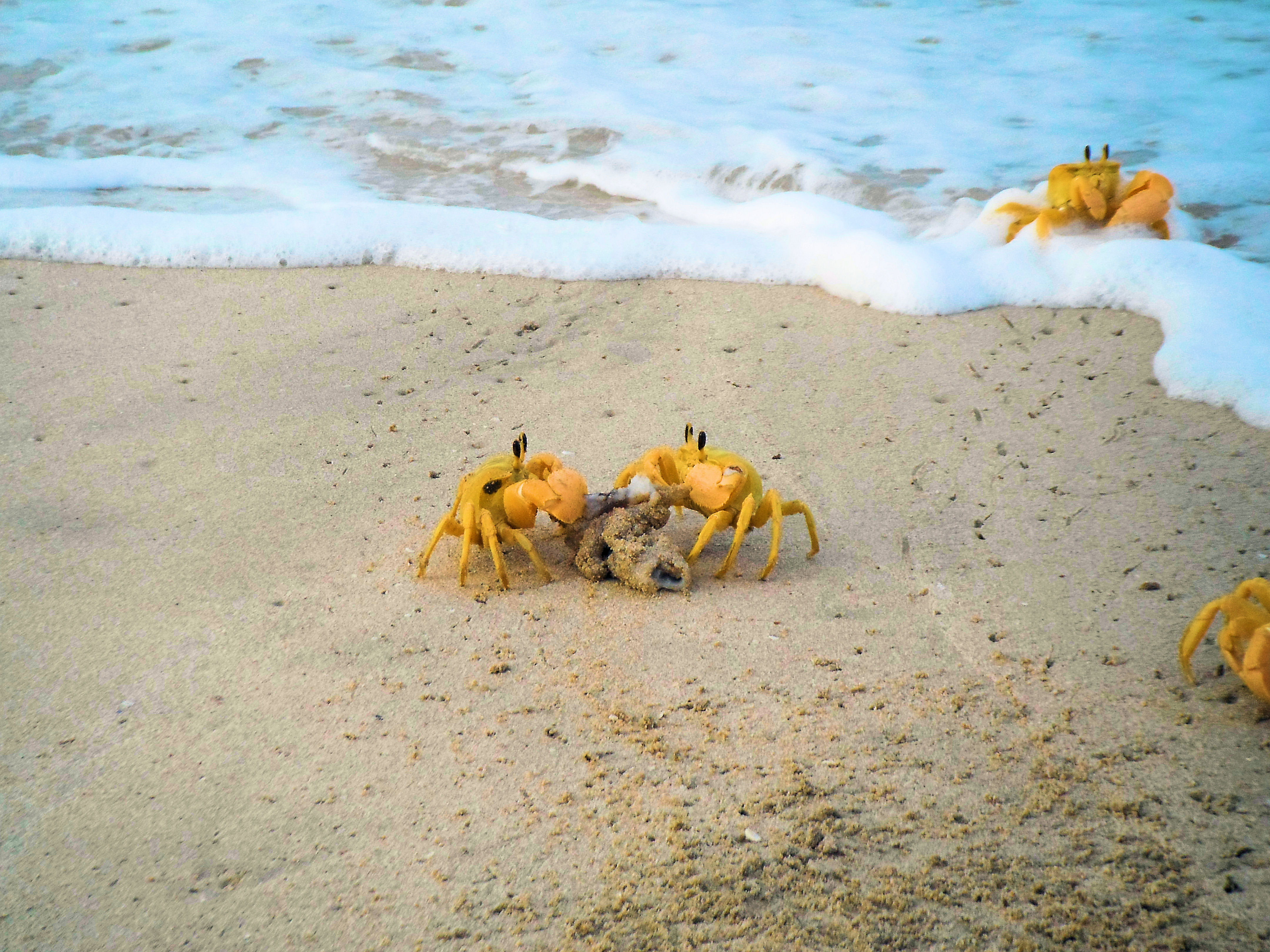
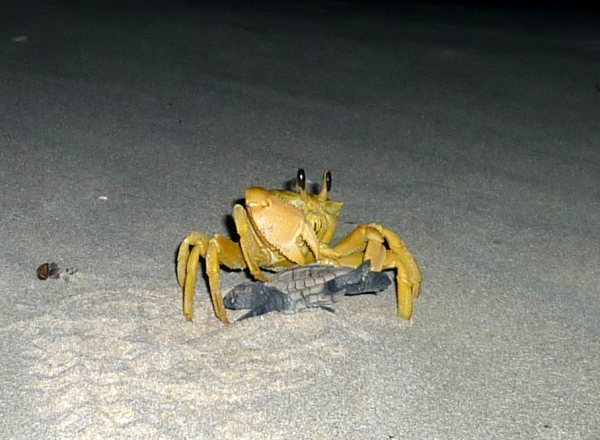